# Lâm Siêu Hiền
Lâm Siêu Hiền (tiếng Trung: 林超賢, tiếng Anh: Dante Lam Chiu-yin, sinh ngày 1 tháng 7 năm 1964) là một nam nhà làm phim kiêm chỉ đạo võ thuật người Hồng Kông.  

## Đầu đời
Lâm Siêu Hiền sinh ngày 1 tháng 7 năm 1964 tại khu Từ Vân Sơn, nay là một phần của quận Hoàng Đại Tiên, Cửu Long, Hồng Kông. Từ thuở thiếu thời, ông chỉ học hết cấp hai rồi sau một thời gian tạm gián đoạn việc học, ông đã theo học tại Trường Đại học thư viện Cách Trí.

## Sự nghiệp
Lâm Siêu Hiền từng được người thầy của mình là Ngô Vũ Sâm học cách làm phim. Khi còn trẻ, ông từng làm các công việc phụ trong đoàn phim như thư ký hay làm trợ lý đạo diễn, rồi sau này ông cũng đóng một số vai nhỏ lẻ trong các bộ phim khác nhau. Ông từng hợp tác với đạo diễn Trần Gia Thượng trong bộ phim Dã thú hình cảnh, tác phẩm sau này đã giúp cả hai giành giải Phim truyện hay nhất tại Giải thưởng điện ảnh Hồng Kông lần thứ 18 vào năm 1999. Tuy nhiên, đỉnh cao sự nghiệp của ông có lẽ nằm ở tác phẩm Thiên cơ biến.
Từ cuối thập niên 2000 đến thập niên 2010, ông đã thực hiện nhiều bộ phim ăn khách tại các thị trường phòng vé khác nhau trên thế giới, như Siêu xạ thủ, Nhân chứng, Điệp vụ Tam giác Vàng, Điệp vụ biển đỏ, Ma cảnh. Năm 2008, với tác phẩm Nhân chứng, ông đã giành giải Kịch bản xuất sắc nhất tại Giải thưởng điện ảnh Hồng Kông lần thứ 28. Năm 2018, Điệp vụ biển đỏ đã giúp ông giành hạng mục Đạo diễn xuất sắc nhất tại giải Bách Hoa và hạng mục Chỉ đạo võ thuật xuất sắc nhất tại Giải thưởng điện ảnh Hồng Kông lần thứ 37, đồng thời còn dẫn đầu về doanh thu phòng vé năm 2018 và được chọn làm tác phẩm dự thi cho hạng mục Phim quốc tế hay nhất tại Giải Oscar lần thứ 91. Ngoài ra ông cũng có làm một bộ phim hoạt hình của Trung Quốc đại lục có tựa là Phong Vân Quyết.
Năm 2019, một cuộc biểu tình ở Hồng Kông đang diễn ra rất căng thẳng. Trước sự kiện này, Lực lượng Cảnh sát Hồng Kông đã mời Lâm Siêu Hiền làm một bộ phim ngắn về hình ảnh cảnh sát trật tự xã hội nhằm lấy lại danh dự cho họ sau nhiều ngày người dân không còn ủng hộ. Bên cạnh đó, Lâm Siêu Hiền đã làm hai phần của bộ phim Trận chiến hồ Trường Tân, bộ phim do ông hợp tác đạo diễn và sản xuất với Trần Khải Ca, Từ Khắc và Hoàng Kiến Tân.